# 76e régiment d'infanterie (Autriche-Hongrie)
Pour les articles homonymes, voir 76e régiment.
Le 76e régiment d'infanterie, connu à partir de 1867 comme 76e régiment d'infanterie « baron Salis-Soglio », est une unité d'infanterie de l'armée commune austro-hongroise. Régiment hongrois formé en 1860, il est dissous en 1918.

## Création et différentes dénominations
- 1860 : création du 76e régiment d'infanterie « baron Paumgartten (de) » (Infanterieregiment Freiherr von Paumgartten Nr. 76)[1],[2]
- 1866 : 76e régiment d'infanterie « baron John (en) » (Infanterieregiment Freiherr von John Nr. 76)[1]
- 1876 : 76e régiment d'infanterie « baron Treuenschwert (de) » (Infanterieregiment Freiherr von Treuenschwert Nr. 76)[1]
- 1891 : 76e régiment d'infanterie « baron Salis-Soglio (de) » (Infanterieregiment Freiherr von Solis-Soglio Nr. 76)[1]
- 1915 : 76e régiment d'infanterie (Infanterieregiment Nr. 76)
- 1918 : dissous

## Historique
Le régiment est créé le 1er février 1860 avec deux bataillons du 49e régiment d'infanterie (pl) et un bataillon du 43e régiment d'infanterie (pl).
En 1914, il est en garnison à Esztergom et Sopron. En 1917-1918, le régiment est réorganisé à trois bataillons (Ier, IIe et ex IVe bataillon) et perd son IIIe bataillon qui rejoint le nouveau 106e régiment d'infanterie (sl).

## Uniforme

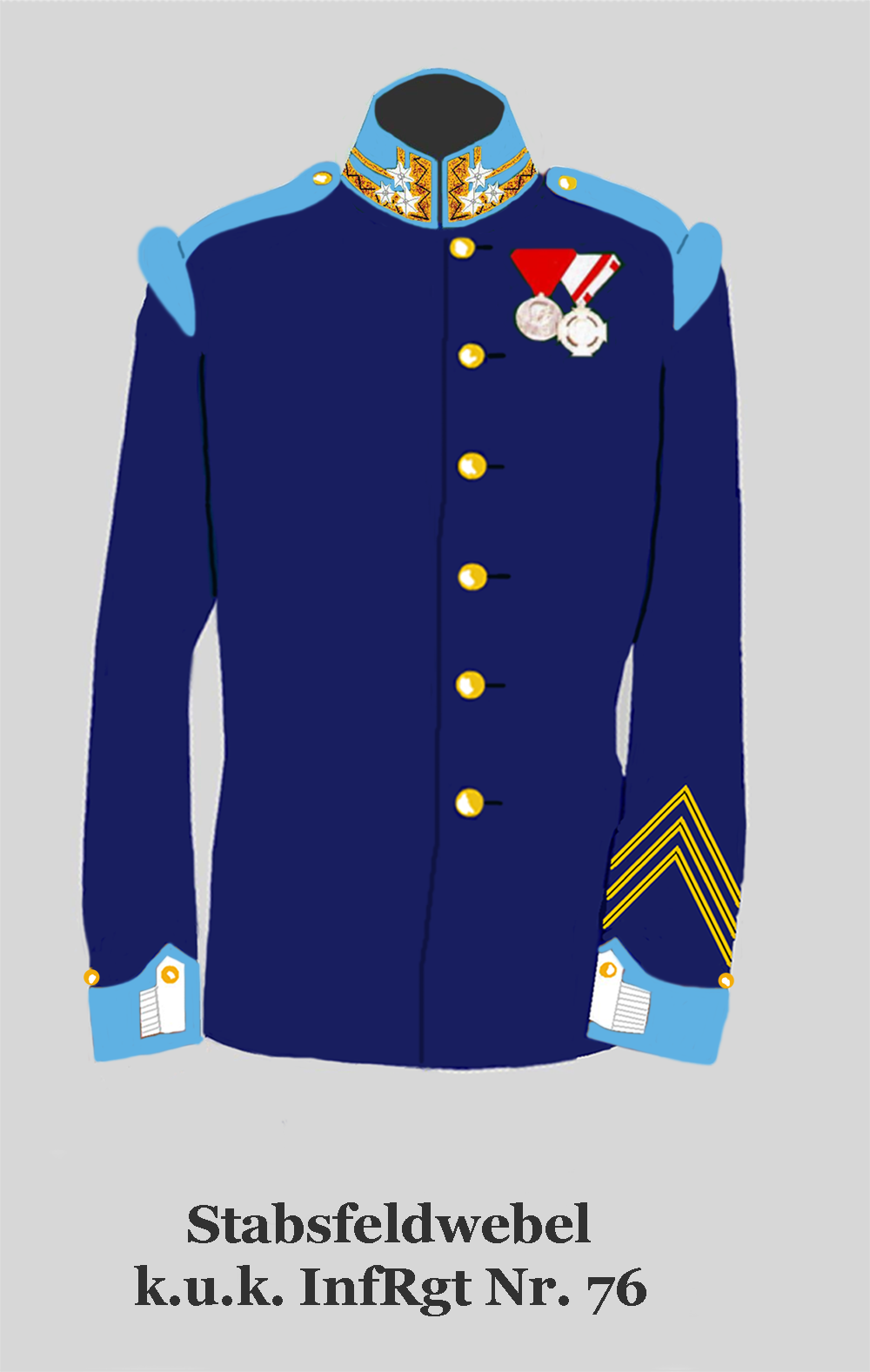
Veste de Stabsfeldwebel (adjudant-chef) du régiment.

Le régiment porte l'uniforme des régiments hongrois de l'Armée autrichienne, avec couleur distinctive gris-brochet (Hechtgrau) et boutons jaunes. La tunique blanche est cependant remplacée à la fin des années 1860 par une tunique bleu foncé. En 1908 est introduite une tenue de combat gris-brochet. En 1915, l'armée austro-hongroise adopte le Feldgrau allemand sous le nom de Feldgrün mais différentes nuances d'uniformes cohabitent jusqu'à la fin de la guerre.
En 1917, l'armée abandonne officiellement le système d'uniformes hongrois et allemands, ainsi que les couleurs distinctives régimentaires, les régiments se distinguant maintenant par des numéros (bleus pour l'infanterie) cousus sur l'uniforme.